# Diphya taiwanica
Diphya taiwanica är en spindelart som beskrevs av Akio Tanikawa 1995. Diphya taiwanica ingår i släktet Diphya och familjen käkspindlar.
Artens utbredningsområde är Taiwan. Inga underarter finns listade i Catalogue of Life.